# Efecto piezorresistivo

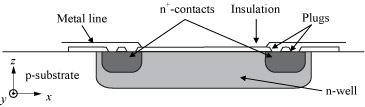
Esta propiedad no desarrolla la cantidad necesaria para producir un potencial eléctrico, solo deforma el material, y esto dependerá de la temperatura.

La piezoresistividad es la propiedad de algunos materiales conductores y semiconductores, cuya resistencia eléctrica cambia cuando se los somete a un esfuerzo o estrés mecánico (tracción o compresión) que los deforma.
Dicho cambio es debido a la variación de la distancia interatómica (en el caso de los metales) y a la variación de la concentración de portadores (en el caso de los semiconductores).
La resistencia eléctrica de los materiales piezoresistivos depende de la temperatura (especialmente en el caso de los semiconductores). En contraste con el efecto piezoeléctrico, la piezoresistividad sólo causa un cambio de resistencia y no produce potencial eléctrico.